# 山本良一
山本良一（1907年—2011年1月1日），臺灣日治時期教師，長年捐助教具、天文學教育經費給服務過的花蓮縣富里鄉東里國小，又捐錢為該校設立星象館。

## 生平
山本良一出生於1907年，臺北師範學校小學師範部演習科畢業後於1926年分發到大庄公學校（今東里國小）擔任訓導主任，在該校服務兩年半，曾至玉里國小代課三個月，教書期間考上東京帝國大學農業教員養成所（今筑波大學），畢業後又任教於臺北第三高女，日本引揚歸國後一度從政連任四屆大阪市議員，育三男二女。
山本良一改行經營農場後，曾經多次回臺灣考察與觀摩，會抽空回東里國小拜訪昔日的師友、學生。1980年代，他致贈東里國小第一批攝影機後，開始陸續贈給校方各類教具。因他認為東里國小位於高地，是觀察星象的絕佳場地，便開始捐贈天文觀測儀器。
1986年，臺灣正逢探尋哈雷彗星熱潮，山本良一捐贈的二百十六倍天文望遠鏡讓師生得以觀察，激起校長張火炎及詹張達等師生觀測天文的興趣，促使該校有了籌建星象館的構想，藉由地方奔走捐募，加上花蓮縣政府、富里鄉公所補助經費，1987年動工興建，成為東臺灣首創的天文學教學專用教室。星象館內除天文望遠鏡外，還添購天文地球儀、月亮盈虧儀，之後山本良一又續捐星象儀。1988年4月2日啟用時，圓山天文台台長蔡章獻下午親往該校主持啟用儀式，當晚為學生講授如何觀測天文。
1990年，山本良一又捐贈三十多萬元購買十多部教學電腦給校方。至1998年他參加東里國小校慶時，已是該校僅存的三位日籍老師之一。一次二十餘名的富里鄉民去日本遊玩時，他還花費折合新台幣三十萬元招待。
山本良一也在海南島有活動，2004年完成新書《天涯に陽は昇る:海南島への架け橋》。
至2005年東里國小校慶，山本良一再度參與時，所教過的該校學生僅剩下七十七歲的陳能華一人，而捐給校方的錢已達新台幣千萬元。他又捐款興建可以三百六十度旋轉觀測星象的圓形星象館，校方為了感激他的貢獻，在校務會議通過命名為「山本天文星象館」。該館於2006年11月24日落成啟用，縣長謝深山主持。
東里國小一百周年校慶，已一百零一歲的山本良一帶領師生們於2008年5月16日參觀山本星象館時，依然不斷敘說當年在該校任教時的故事，並且一再徵詢校方還需什麼教學設備。當年回日本後，他又立刻捐助該校日幣壹百萬元作為發展東里國小天文科學補助。
2011年農曆過年前，山本良一逝世，校方特地舉行追思紀念會。過世後，校方依然會寫信邀請他家族參加校慶。如2018年4月27日校慶，山本良一第三子山本作治郎到訪，捐贈一百萬日幣給東里國小，作為發展天文教育經費。學童將山本老師的故事改編成光影戲《山本先生》，2020年12月14日於東里國小圖書室上演時，讓民眾憶及拭淚。

## 著作
- 山本良一. . 黑潮会. 2004  [2021-05-23]. （原始内容存档于2021-05-23）.

## 外部連結
- 訃報ー山本良一氏及び唄孝一氏